# Referendum sulla Quinta Repubblica
Il referendum sulla Quinta Repubblica francese si svolse il 28 settembre 1958.

## Contesto
Proposto sotto la presidenza di René Coty e del governo diretto da Charles de Gaulle, il referendum chiese ai francesi di ratificare il progetto di Costituzione preparato dal Comité Consultatif Constitutionnel e dal Parlamento, sotto l'egida di Michel Debré e di Charles de Gaulle. Il testo della Costituzione pose le basi fondamentali per la Quinta Repubblica.
Approvata da 4/5 del corpo elettorale, la Costituzione fu promulgata il 4 ottobre 1958 e la Quinta Repubblica venne proclamata il giorno dopo.

## Posizioni dei partiti politici
I partiti politici a favore della riforma furono:
- Sezione Francese dell'Internazionale Operaia (SFIO)
- Partito Radicale (PR)
- Movimento Repubblicano Popolare (MRP)
- Movimenti gollisti
- Centro Nazionale degli Indipendenti e dei Contadini (CNIP)

I partiti contrari, furono:
- Partito Comunista Francese (PCF)
- Unione delle Forze Democratiche (UFD):
  - Unione della Sinistra Socialista (UGS)
  - Partito Socialista Autonomo (PSA, ex-SFIO)
  - Unione Democratica e Socialista della Resistenza (UDSR) (tra cui François Mitterrand)
  - L'ala di sinistra del Partito Radicale (tra cui Pierre Mendès France)

## Quesito
Il quesito che venne posto agli elettori fu:
- Siete voi favorevoli alla creazione della V Repubblica?

## Votanti
|                 | Numero     | Percentuale degli iscritti |
| --------------- | ---------- | -------------------------- |
| Iscritti        | 47 249 142 | 100%                       |
| Astensione      | 9 151 289  | 19,37%                     |
| Votanti         | 38 097 853 | 80,63%                     |
| Bianche o nulle | 418 297    | 1,10%                      |
| Espressi        | 37 679 556 | 98,90%                     |

## Risultati
| No : 6 556 073 (17.40%) |  |  | Sì : 31 123 483 (82.60%) |
| ▲                       |  |  |                          |